# Anoristia
Anoristia is een geslacht van vlinders van de familie snuitmotten (Pyralidae), uit de onderfamilie Phycitinae.

## Soorten
- A. atrisparsella Ragonot, 1887
- A. gilvella Ragonot, 1887
- A. granulella Zerny, 1914
- A. mirabiella Von Toll, 1948
- A. nomiella Ragonot, 1887
- A. umbrifasciella Ragonot, 1887
- A. venosella Moore, 1878